# Aprenentatge significatiu
El terme aprenentatge significatiu fou introduït per David Ausubel durant els anys 60, i es contraposa a aprenentatge memorístic. Per tal que hi hagi aprenentatge significatiu s'ha d'atribuir un significat a un nou contingut. Hi ha d'haver: 
- Assimilació: vol dir que s'ha d'enganxar a les idees prèvies de l'alumne (coneixement previ que actua com a ancoratge)
- Acomodació: dintre les estructures mentals

Forma part de la psicologia cognitiva. Les investigacions de la psicologia cognitiva es basen en l'aprenentatge humà i es fonamenten i inspiren en l'obra de Piaget. Cada individu aprèn interioritzant els estímuls captats, però no els incorpora de manera passiva, com defensen els conductistes Watson, Pavlov o Skinner, sinó que els adapta als seus esquemes i estructures prèvies. Aquests esquemes i estructures no són rígids, sinó flexibles, i es van modificant per a adaptar-se a una realitat que també canvia. Els cognitivistes com Ausubel destaquen la flexibilitat i plasticitat de la ment.
David Paul Ausubel (1918-2008) trasllada aquests conceptes teòrics al camp de l'aprenentatge escolar. Assenyala la importància d'ensenyar a aprendre abans que es donin els procediments de gratificació de conductes apreses. Aquest psicòleg considera que l'aprenentatge ha de ser significatiu: el que s'aprèn ha de ser compatible amb els coneixements previs de l'individu, de manera que es puguin integrar i ser interioritzats. "El factor més important que influeix en l'aprenentatge és el que l'humà ja sap: esbrini's això i ensenyi's en conseqüència". Ausubel destaca la importància dels errors: l'error indica un coneixement previ del qual s'ha de partir. Per això Ausubel contraposa l'aprenentatge per repetició, en el qual l'estudiant rep els continguts en la seva forma definitiva i aquests s'assimilen de memòria sense comprendre'ls o relacionar-los amb altres coneixements previs. En l'aprenentatge per descobriment, l'estudiant descobreix per si mateix els continguts que es volen transmetre. Aquesta proposta té certes ressonàncies en Sòcrates i el mite de la caverna.